# Седам принчева пакла
Седам принчева пакла су, по традицији хришћанске демонологије, седам највиших демона у паклу.
Седам демонских принчева се могу посматрати као еквивалент седам арханђела.
Често се узима да сваки демонски принц одговара једном од седам смртних грехова. Као и кад је у питању седам арханђела, дефинитиван списак је тешко одредити, јер различите религијске традиције и учења дају различита имена. Често се за ауторитативан списак демонских принчева узима онај који је 1589. дао језуита Петер Бинсфилд, а који гласи:
- Луцифер - понос
- Мамон - похлепа
- Абадон - пожуда
- Сатана - бес
- Белзебуб (такође познат као Бал) - прождрљивост
- Левијатан - завист
- Белфегор - таштина и лењост[1]